# Муаз аль-Харра
Абу́ Му́слим Муа́з ибн Му́слим аль-Харра́ (араб. معاذ بن مسلم الهراء‎) — арабский грамматист из Куфы, дядя Абу Джафара ар-Руаси, вольноотпущенник Мухаммада ибн Кааба аль-Карази.
Родился во времена омейядского халифа Язида ибн аль-Валида, передавал хадисы со слов Ата ибн ас-Саиба, был шиитом. Он обучался у Абу Джафара ар-Руаси, а его учеником был куфийский грамматик аль-Кисаи, который внёс вклад в окончательное формирование куфийской грамматической школы. Муаз аль-Харра пережил всех своих сыновей и внуков, и скончался в тот год, когда началась опала Бармакидов, то есть в 803 году в Куфе, по другой версии — в Багдаде.
Прозвище «аль-Харра», вероятно, означает продавца одежд из Герата. Никаких письменных трудов Муаза аль-Харра не сохранилось. Вполне возможно, что Муаз аль-Харра стал первым, кто заложил основы морфологии арабского языка.
Аль-Хатиб аль-Багдади приводит в «Хазанат аль-адаб» такой рассказ:

Муаз аль-Харра был спрошен о том, кто лучше всех сочиняет стихи, и он ответил: «Из джахилиийской эпохи: Имру аль-Кайс, Зухайр и Убайд аль-Абрас, а из исламской: аль-Фараздак, Джарир (ибн Атия) и аль-Ахталь». Тогда ему сказали: «О отец Мухаммада, мы не заметили, чтобы ты упомянул аль-Кумайта!». Он ответил: «Этот сочиняет стихи лучше первых и последних».
Оригинальный текст (ар.)وَسُئِلَ معَاذ الهراء عَن أشعر النَّاس فَقَالَ: من الجاهليين امْرُؤ الْقَيْس وَزُهَيْر وَعبيد بْن الأبرص، وَمن الإسلاميين الفرزدق وَجَرِير والأخطل. فَقيل لَهُ: يَا أَبَا مُحَمَّد، مَا رَأَيْنَاك ذكرت الْكُمَيْت؟ قَالَ: ذَاك أشعر الْأَوَّلين والآخرين.